# 亚历山大·亚罗舒克
亚历山大·格奥尔基耶维奇·亚罗舒克（羅馬化：Aleksandr Georgiyevich Yaroshuk；1965年11月15日—）是俄罗斯政治人物，第七届国家杜马和联邦委员会议员。
2007年至2018年间，他担任加里宁格勒市长。2018年至2021年，他担任第七届国家杜马议员。2021年10月21日，他担任联邦委员会议员。
亚罗舒克于2022年因俄乌战争而受到英国政府制裁。